# William Longespée of Salisbury

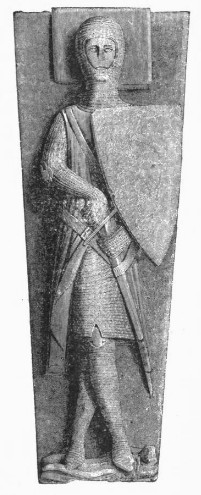
Bildnis des William Longespée in der Kathedrale von Salisbury

Sir William Longespée (auch William II Longespée) (* um 1209; † 8. Februar 1250 in  der Schlacht von al-Mansura) war ein englischer Magnat. Er war an zahlreichen Kriegen von König Heinrich III. beteiligt und brach bemerkenswerterweise zweimal zu einem Kreuzzug ins Heilige Land auf.

## Herkunft und Erbe
William Longespée war der älteste Sohn von William Longespée und dessen Frau  Ela of Salisbury. Sein Vater war ein unehelicher Sohn von König Heinrich II. Plantagenet, seine Mutter die Erbin des Earldom of Salisbury und damit Countess of Salisbury aus eigenem Recht. Bereits als Kind wurde William im April 1216 mit Idonea, der Tochter und Erbin von Richard de Canville und von Eustacia, der Erbin des 1205 verstorbenen Barons Gilbert Basset verlobt. Die Heirat fand zwischen 1226 und 1230 statt.
Nach dem Tod des Vaters im Jahr 1226 übernahm die Mutter dessen Erbe sowie den Titel Earl of Salisbury, da William zu diesem Zeitpunkt noch minderjährig war. Vermutlich wurde er im Jahr 1230 volljährig, worauf zwei Begebenheiten hindeuten: Einerseits wurde Williams Mutter im März des Jahres aufgefordert, ihm das Erbe seines Vaters sowie die Besitzungen, die William 1228 und 1229 vom König erhalten hatte, zu übergeben (zum Earl of Salisbury wurde er jedoch nicht erhoben, da seine Mutter nun die Trägerin dieses Titels war). Zum anderen wollte ihn sein Cousin, König Heinrich III., an Ostern zum Ritter schlagen; dies geschah schließlich jedoch erst Pfingsten 1233 in Gloucester.
Ebenfalls 1230 nahm William am gescheiterten Frankreichfeldzug Heinrichs III. teil, und nach der Rückkehr aus Frankreich huldigte er im November dem König für das Erbe seiner Frau Idonea.

## Militär im Dienst des Königs
Longespée blieb im Dienst des Königs, vor allem als Militär. Während der Rebellion von Richard Marshal, 3. Earl of Pembroke begleitete er im Herbst 1233 den König bei dessen gescheiterten Feldzug nach Wales. Als gegen Ende der Rebellion der Lord Treasurer Peter de Rivallis gestürzt wurde, verfolgte und verhaftete Longespée ihn.
Im Juni 1236 legte er in Winchester zusammen mit Richard von Cornwall, dem jüngeren Bruder des Königs, und anderen Baronen ein Kreuzzugsgelübde ab. Im Juni 1240 brachen die Kreuzfahrer von Dover aus auf. Sie reisten über Land durch Frankreich nach Marseilles, von wo sie sich nach Palästina einschifften. Im Oktober 1240 erreichten sie Akkon. Während dieses Kreuzzugs der Barone kam es jedoch kaum zu militärischen Aktionen oder gar Kämpfen, und wahrscheinlich verließ Longespée am 3. Mai 1241 zusammen mit Richard von Cornwall wieder Akkon und kehrte nach England zurück. Anfang März 1242 erreichte er wieder England, von wo er wenige Wochen später wieder während des Saintonge-Kriegs zum Feldzug nach Südwestfrankreich aufbrach. Während dieses gescheiterten Feldzugs spielte er eine führende Rolle. Im Juli 1242 gehörte er zu den Verteidigern im belagerten Saintes. Anschließend ernannte ihn der König bei einer Reihe von Operationen zum Captain, dabei führte er Ende 1242 einen Raubzug in das Périgord. Zurück in England nahm er im Juni 1245 am Feldzug des Königs gegen Fürst Dafydd ap Llywelyn nach Wales teil.
In zahlreichen königlichen Urkunden wird Longespée neben dem Klerus als erster Zeuge genannt, was auf seinen hohen Rang und die Wertschätzung des Königs hinweist. Der König belohnte seine Dienste mit zahlreichen Geschenken und Gunstbeweisen, doch trotz Longespées mehrfachen Drängen erhob er ihn nicht zum Earl of Salisbury. Daraufhin beanspruchte Longespée 1237 vergeblich ein Erbrecht auf Salisbury Castle sowie auf den Titel Comitatus of Wiltshire, den sein Urgroßvater Earl Patrick of Salisbury zeitweise geführt hatte. Während des Saintonge-Kriegs drängte er den König in der Gascogne erneut, ihn zum Earl zu erheben. Der König versprach ihm darauf am 16. Oktober 1242, über seinen Anspruch auf Wiltshire und Salisbury Castle nach der Rückkehr nach England zu entscheiden. Dabei versprach er Longespée jährlich 60 Mark, solange er kein Urteil gefällt hatte, und ihm und seinen Erben jährlich 40 Mark, falls sein Urteil zuungunsten von Longespée ausfallen würde. Der König entschied sich 1243 tatsächlich dagegen, Longespée zum Earl zu erheben. Zwar führte dies nicht zum Zerwürfnis zwischen den beiden, doch Longespée sank anscheinend in der Gunst des Königs und weilte von nun an wesentlich seltener am Königshof. Widerstrebend akzeptierte Longespée die Verweigerung seiner Rangerhöhung, durch die er Anspruch auf ein Drittel der königlichen Steuereinnahmen aus Wiltshire gehabt hätte. Letztlich besaß er die dazugehörenden Ländereien, die vor allem in Wiltshire und Dorset lagen. Daneben besaß er noch in neun weiteren Grafschaften Besitzungen, vor allem in Lincolnshire und Somerset.

## Religiosität
Longespée war nicht nur ein zweifacher Kreuzfahrer, sondern generell ein recht frommer Mann gewesen. Neben den Franziskanerniederlassungen in Salisbury und Oxford sowie den Dominikanern in Wilton förderte er mehrere Klöster. Vor allem Lacock Abbey und Bradenstoke Priory, mit denen seine Familie verbunden war, bedachte er mit Schenkungen. 1232 unternahm er eine Pilgerreise ins Ausland, deren Ziel jedoch unbekannt ist, und 1245 unternahm er eine Wallfahrt nach Santiago de Compostela.

## Zweite Kreuzzugsteilnahme

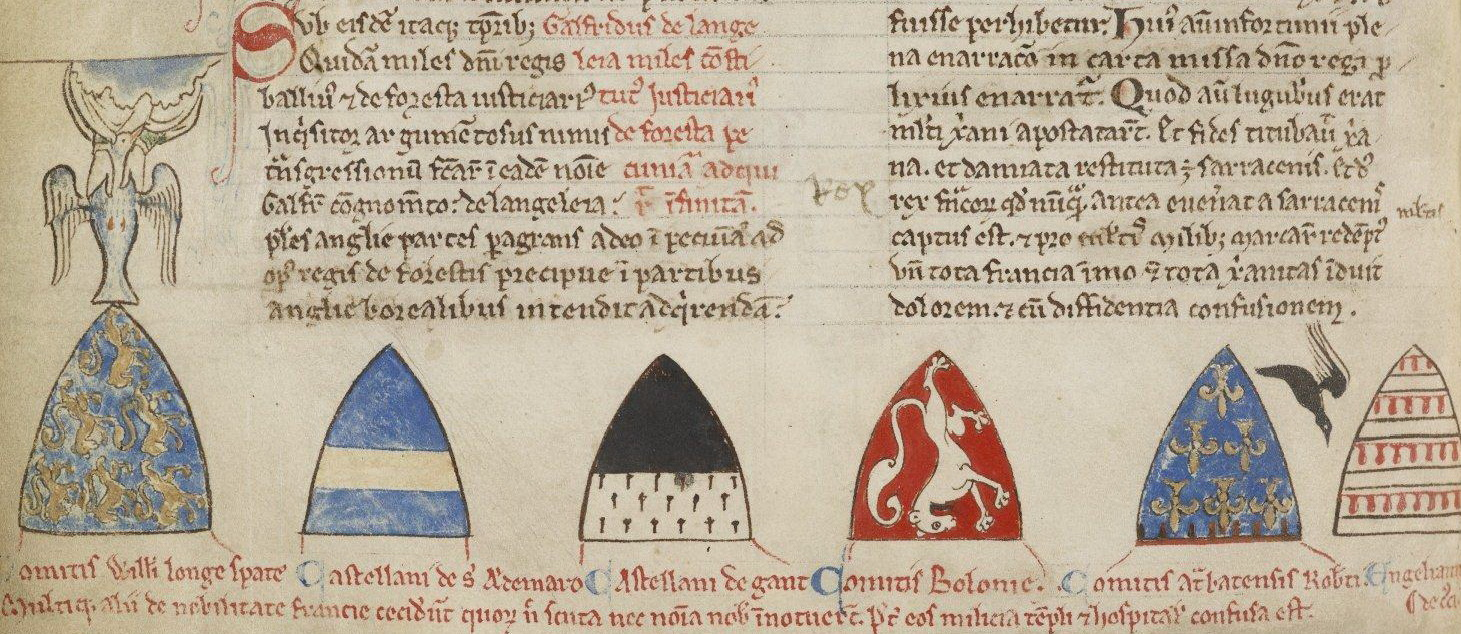
Matthäus Paris notierte in seiner Historia Anglorum (13. Jahrhundert) einige bei al-Mansura gefallene Kreuzritter mit ihren Wappen. Während er das Wappen des Robert von Artois (zweites von rechts) mit einem fallenden schwarzen Vogel ergänzte, lässt er das Wappen des William Longespée (links außen) von einer weißen Taube getragen und von göttlichen Händen geführt in den Himmel aufsteigen.

Im Mai 1247 legte Longespée erneut ein Kreuzzugsgelübde ab, scheinbar animiert durch das Beispiel des französischen Königs Ludwig IX., der zum sechsten Kreuzzug aufbrechen wollte. Seinen zweiten Kreuzzug bereitete er sorgfältig vor. Unmittelbar nach seinem Gelübde reiste er nach Lyon, wo er Papst Innozenz IV. um finanzielle Unterstützung bat. Der Papst versprach ihm am 6. Juni Mittel aus den Geldern, die in England für einen Kreuzzug gesammelt worden waren. Dies wurde ihm sowohl 1248 und 1249 erneut versichert, ehe ihm schließlich 2000 Mark übergeben wurden. Longespée selbst verpachtete ab Michaelis 1248 vier seiner englischen Güter, dazu bewilligte er gegen eine Gebühr von 70 Mark den Bürgern von Poole eine Charta. Auch sein Cousin, der König, unterstützte ihn finanziell. Für die Zeit seiner Abwesenheit erließ Longespée eine Reihe von Anordnungen und Verfügungen und ernannte Bevollmächtigte und Anwälte, um seinen Besitz zu sichern und seine Interessen vertreten zu lassen. Dazu verfasste er sein Testament, das der König bestätigte. Seine Mutter, die inzwischen Äbtissin von Lacock Abbey geworden war, sicherte ihm zu, dass er in alle Gebete der Nonnen der Abtei eingeschlossen wurde. Vor Anfang Juli 1249, vielleicht schon vor dem 18. April, brach er von England auf. Vermutlich vor dem 20. November 1249 erreichte er mit etwa 200 englischen Rittern unter seinem Kommando das französische Heer von Ludwig IX. im bereits eroberten Damiette in Ägypten. Er schloss sich mit seinem Heer den Franzosen an und unternahm von Damiette aus Überfälle. Dabei kam es über die Aufteilung der Beute bald zu Streitereien mit Graf Robert von Artois und anderen französischen Adligen. Beleidigt zog sich Longespée daraufhin nach Akkon zurück. Ohne den Streit gelöst zu haben, bat Ludwig IX. Longespée zur Rückkehr, worauf die Engländer sich wieder den Franzosen anschlossen.
Ermutigt durch die Verstärkungen, die Ludwig IX. durch weitere französische Kreuzfahrer im Oktober 1249 sowie durch Longespées Aufgebot erhalten hatte, entschloss er sich zu einem Vorstoß nach Kairo. Die Armee zog langsam am rechten Ufer nilaufwärts, bis sie das Nordufer des Bahr as-Saghir erreichte. Am gegenüberliegenden Ufer lag bei al-Mansura die Hauptmacht der ägyptischen Armee. In der Morgendämmerung des 8. Februar 1250 überquerte die Vorhut des Kreuzfahrerheeres, die aus den besten Reitern einschließlich der englischen Ritter bestand, unter dem Befehl von Robert von Artois die Furt. Ludwig IX. hatte ihnen befohlen, einen Brückenkopf zu bilden, so dass die Hauptmacht der Armee sicher den Fluss überqueren konnte. Robert hielt sich jedoch nicht an diesen Befehl, sondern stieß weiter in ein ägyptisches Lager bei Jadila und schließlich in die Stadt al-Mansura vor. Abgeschnitten von der Hauptmacht der Kreuzfahrer, konnten die schwer gepanzerten Ritter in den engen Gassen der Stadt kaum manövrieren und wurden von den Ägyptern überwältigt. Die überwiegende Mehrheit der Ritter, darunter Longespée sowie sein Bannerträger Robert de Vere, wurde getötet. Nach der Chronica maiora von Matthew Paris überlebte mit Alexander Giffard nur ein englischer Ritter schwer verwundet die Schlacht. Sowohl muslimische wie christliche Chronisten betrachteten diese Niederlage als den Wendepunkt des Kreuzzugs, der wenig später mit der Niederlage des Kreuzfahrerheers und der Gefangennahme Ludwigs IX. völlig scheiterte. 

## Nachwirkung
Nach einer Legende erhielt Longespées Mutter Ela von Salisbury von himmlischen Engeln eine Vision vom Martyrium ihres Sohnes nur einen Tag vor seinem tatsächlichen Tod. Nach Abschluss eines Friedensvertrages wurde Longespées Leichnam 1252 von den Ägyptern den Kreuzfahrern übergeben. Nach seinem Wunsch wollte er in Lackock Abbey beigesetzt werden, doch Longespée wurde vermutlich in der Kathedrale von Akkon beigesetzt. Seine Familie und seine Nachfahren unternahmen keine Bemühungen, den Leichnam nach England zu überführen. In der Kathedrale von Salisbury befindet sich ein Grabdenkmal eines Ritters, das angeblich von seiner Mutter für ihn errichtet wurde.
Innerhalb von 25 Jahren stieg Longespée in England zu einem verklärten Held der Kreuzzüge auf. Nach der Legende hätte er tapfer bis zum Tod gekämpft, während die feigen Franzosen unter dem arroganten Robert von Artois versucht hätten, zu flüchten. In einem zwischen etwa 1275 und 1300 auf anglonormannisch verfassten Gedicht wird der letzte Kampf von Longespée und seinen treuen englischen Kreuzfahrern verherrlicht. Das Gedicht war nicht nur beim Adel, sondern in anderen Fassungen auch bei weiteren Bevölkerungsgruppen verbreitet, so dass die Legende von Longespée über 100 Jahre lang in England populär blieb.

## Nachkommen
Mit seiner Frau Idonea hatte Longespée mindestens zwei Kinder:
- Ela († vor 1299) ⚭ James Audley
- William III Longespée († 1256/57)

Sein Erbe wurde sein Sohn William.